# AMD PowerTune
AMD PowerTune es una serie de tecnologías de escala de frecuencia dinámica integradas en algunas GPU y APU de AMD que permiten cambiar dinámicamente la velocidad del reloj del procesador (a diferentes estados P) mediante software. Esto permite que el procesador satisfaga las necesidades de rendimiento instantáneo de la operación que se está realizando, al mismo tiempo que minimiza el consumo de energía, la generación de calor y evita el ruido. AMD PowerTune tiene como objetivo resolver las limitaciones de potencia y rendimiento del diseño térmico.
Además de reducir el consumo de energía, AMD PowerTune ayuda a reducir los niveles de ruido creados por el enfriamiento en las computadoras de escritorio y prolonga la duración de la batería en los dispositivos móviles. AMD PowerTune es el sucesor de AMD PowerPlay.
Se agregó soporte para "PowerPlay" al controlador del kernel de Linux "amdgpu" el 11 de noviembre de 2015.
Como muestra una conferencia de CCC en 2014, el firmware x86-64 SMU de AMD se ejecuta en algunos LatticeMico32 y PowerTune se modeló usando Matlab. Esto es similar al PDAEMON de Nvidia, el RTOS responsable de encender sus GPU.

## Descripción general

Arquitectura de la versión PowerTune, que se introdujo con chips GCN1.1, como el Bonaire

AMD PowerTune se introdujo en TeraScale 3 (VLIW4) con Radeon HD 6900 el 15 de diciembre de 2010 y desde entonces ha estado disponible en diferentes etapas de desarrollo en productos de la marca Radeon y AMD FirePro.
A lo largo de los años, AnandTech ha publicado revisiones que documentan el desarrollo de AMD PowerTune.
Una tecnología adicional llamada AMD ZeroCore Power ha estado disponible desde la serie Radeon HD 7000, implementando la microarquitectura Graphics Core Next.
La inutilidad de una frecuencia de reloj fija fue acreditada en enero de 2014 por SemiAccurate.

## Soporte del sistema operativo

El soporte para PowerTune está contenido en el controlador de dispositivo del kernel de Linux amdgpu.

AMD Catalyst está disponible para Microsoft Windows y Linux y es compatible con AMD PowerTune.
El controlador de dispositivo de gráficos "Radeon" gratuito y de código abierto tiene cierta compatibilidad con AMD PowerTune, consulte "Enduro".